# Château-Gontier
Château-Gontier je francouzské město a obec v departementu Mayenne v regionu Pays de la Loire. V roce 2011 zde žilo 11 690 obyvatel. Je centrem arrondissementu Château-Gontier.

## Sousední obce
Azé, Ampoigné, Chemazé, Laigné, Loigné-sur-Mayenne, Marigné-Peuton, Saint-Fort

## Vývoj počtu obyvatel
Počet obyvatel 